# Bell's Bridge
Il Bell's Bridge (ponte di Bell) è un ponte pedonale che attraversa il fiume Clyde a Glasgow, in Scozia.

## Descrizione
Costruito nel 1988 in concomitanza con il Glasgow Garden Festival, ha permesso ai pedoni di attraversare dal sito espositivo principale al Centro Esposizioni e Congressi scozzese sull'altro lato del fiume.

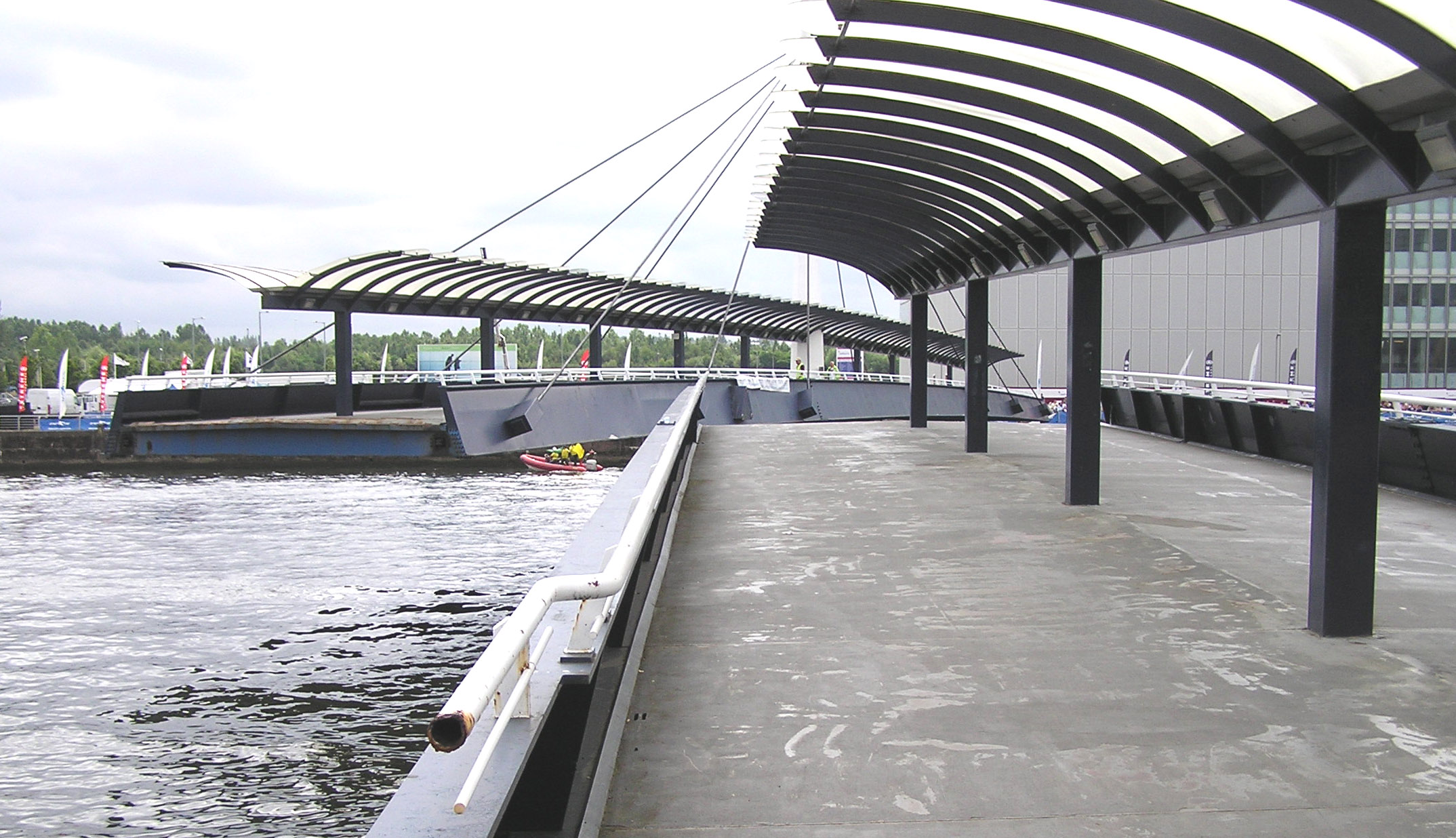
Il ponte mentre ruota per permettere il transito fluviale

La parte settentrionale del ponte è sorretta solo dalla banchina, mentre la maggior parte del ponte è costituita da una campata di cavi che può ruotare di 90 gradi, fornendo un passaggio per il traffico fluviale. Il ponte è chiamato per la società di whisky Arthur Bell & Sons Ltd, che ha sponsorizzato la sua costruzione. Il ponte è stato progettato da Sir William Arrol & Co. e costruito dalla John Young and Company (Kelvinhaugh) Ltd.